# Ranpur
|  | Aquest article tracta sobre sobre el principat d'Orissa. Si cerqueu la ciutat del Gujarat, vegeu «Ranpur (Gujarat)». |

No s'ha de confondre amb Rampur

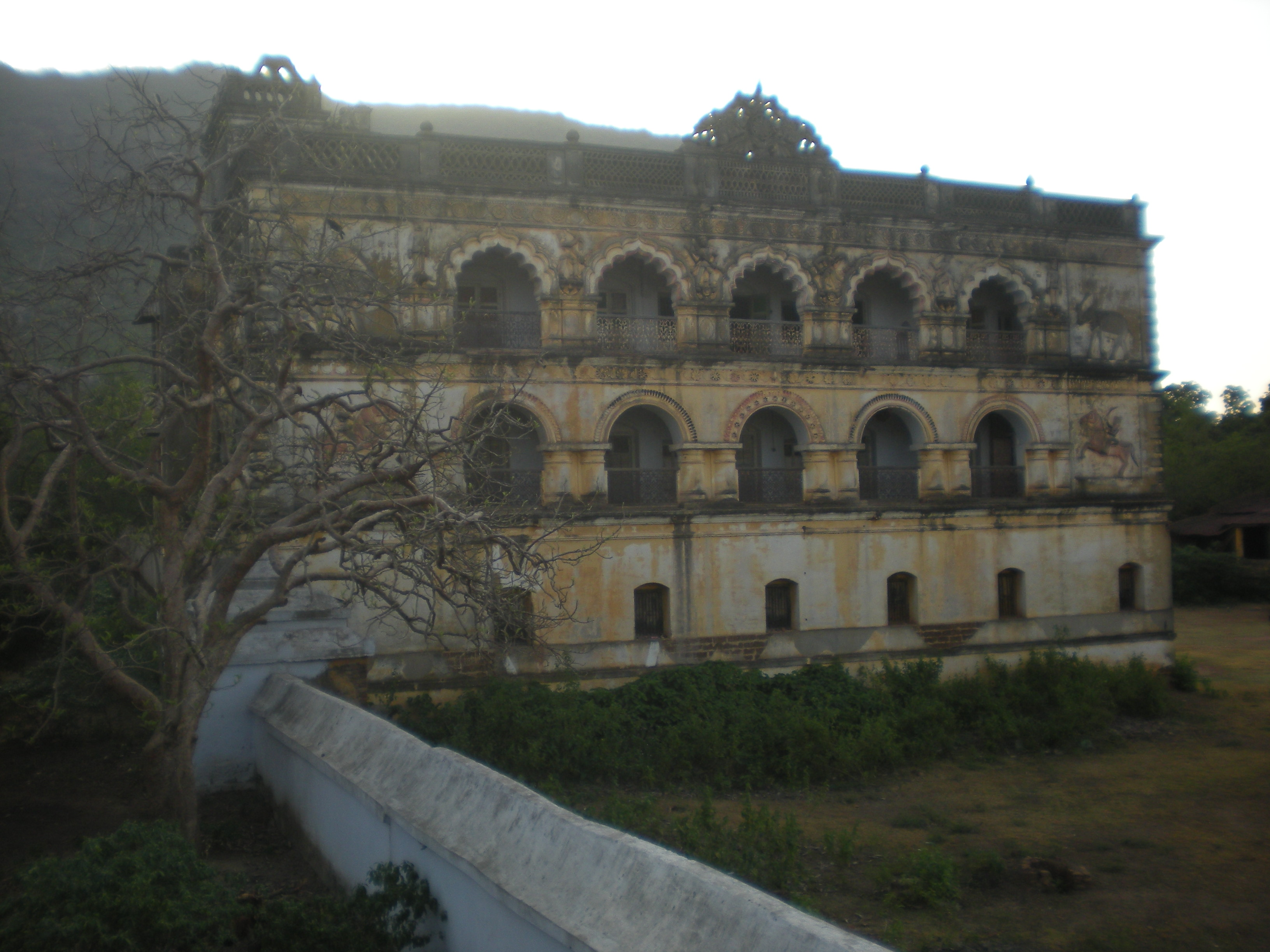
Vista del palau dels antics rages de Ranpur. Actualment es troba en molt mal estat.

Ranpur fou un estat tributari protegit a Orissa, amb una superfície de 526 km², rodejat pel districte de Puri per tots costats excepte per l'oest on tenia el principat de Nayagarh. La part sud-oest de l'estat era selvàtica i poc habitada, però el nord i est era fèrtil i populosa. Els ingressos eren de 54.000 rupies i pagava un tribut de 1.401 rupies al govern britànic. la població era de 36.539 habitants el 1881, de 40.115 el 1891, de 46.075 el 1901, i de 47.711 el 1931, repartits en 261 pobles, i quasi tots hindús; la casta principal eren els chases. La capital era Rangpur, residència del raja, a 25 km de l'estació de Kalupara Ghat, amb uns 3.500 habitants. Tenia una milícia de 8 homes i 94 policies.
Els seus governants reclamaven ser el més antics dels principats d'Orissa i la seva genealogia es remuntaria a 3.600 anys. La nissaga deia ser d'origen ari i en una enquesta del 1814 no acceptava un origen khond. La tradició afirmava que fou fundat al segle XVIII aC per un caçador anomenat Basara Basuk i que el seu nom derivava d'un gegant de nom Ranasur. Una altra versió assenyala que Biswabasab de la família benu Raj va fugir de la zona de les muntanyes Nilgiris i es va establir a Ranpur; hauria rebut el títol de Narendra al segle XII del raja d'Orissa, i més tard el de Bajradhar (segle XVIII). Va signar un tractat amb els britànics el 1803. El 1862 va rebre sanad d'adopció per la seva lleialtat durant el motí. Els poders del raja foren revisats el 1894, 1908, 1915 i 1937.

## Llista dels darrers rages
- Raja Ramachandra Narendra 1692-1727
- Raja Sarangadhar Narendra 1727-1754 (fill)
- Raja Narsingh Bajradhar Narendra 1754-1789,
- Raja Brujdaban Bajradhar Narendra 1789-1821 (fill)
- Raja Brajsundar Bajradhar Narendra 1821-1842 (fill)
- Raja Benudha Bajradhar Narendra Mahapatra 1842-1899 (fill)
- Raja Birbar Krishna Chandra Narendra Mahapatra 1899-1945
- Raja Shri Brajendra Chandra Singh Deo Bajradhar Narendra Mahapatra 1945-1948 (+1980)